# Suprnova.org
Suprnova.org era un sito sloveno che distribuiva torrent per vari file video e musicali, programmi per computer e videogiochi.
Fondato nel tardo 2002 da Andrej Preston (conosciuto col soprannome di Slonček, in sloveno elefantino).

Gli operatori del sito supportavano lo sviluppo del programma BitTorrent eXeem, ritenendo che per un sito fisso fosse troppo difficile operare nel clima legale che vigeva all'epoca.
Tempo dopo, sorsero delle lamentele: il programma inglobava l'adware Cydoor. I creatori rimossero l'adware dopo le lamentele degli utenti, ma non fu abbastanza per recuperare la fama macchiata del programma.
Il 2 agosto 2007, il team di The Pirate Bay ha annunciato di voler aprire nuovamente il sito, che è stato rilanciato il 21 agosto 2007.
Da luglio 2016, è stato riproposto come sito di infografica.